# Matilda Allison

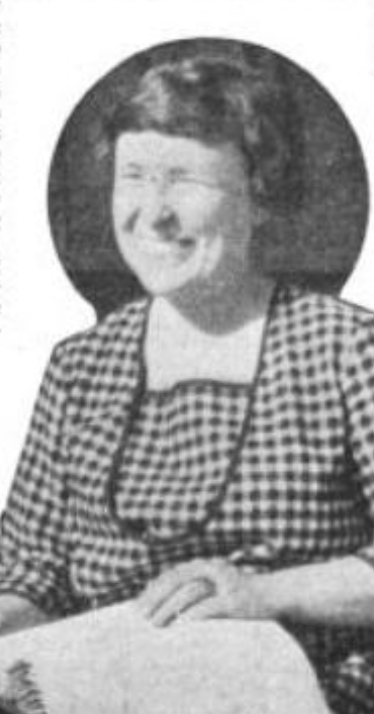
Matilda Allison 1922 mit einem Buch in Brailleschrift

Matilda Eva Allison (geboren am 18. Februar 1888 in Lincoln Placer County, Kalifornien; gestorben am 21. November 1973 in Los Angeles) war eine amerikanische Pädagogin, die im Alter von sieben Jahren erblindete. Ihre Arbeit widmete sie blinden Schülern und später auch erblindeten Veteranen des Ersten Weltkriegs. 1919 bestand sie als erste blinde Person die kalifornische Beamtenprüfung, wodurch anderen blinden Büroangestellten die Möglichkeit zur Ausbildung in diesem Bereich eröffnet wurden.

## Familie und Ausbildung
Allison stammte aus Lincoln, Placer County in Kalifornien, und war die Tochter von Catherina Krogh und William Allison. Sie wuchs hauptsächlich bei ihrer dänischstämmigen Mutter und ihrer Großmutter auf. Im Alter von sieben Jahren erblindete sie aufgrund einer Verletzung. 1909 schloss sie als Klassenbeste die California School for the Deaf and Blind ab. 1910 wurde sie kurzzeitig in eine Anstalt eingewiesen, da sie mutlos und „plötzlich verrückt“ war, erholte sich aber bald wieder. Sie war eine der ersten Absolventen des The Seeing EyeTrainingskurses an der Westküste, als dieser 1930 in Berkeley stattfand.

## Karriere
In den 1920er-Jahren arbeitete Allison als Diktiergerätführerin, Schreibkraft, klinische Stenografin und unterrichtete vor Kurzem erblindete Veteranen im Napa State Hospital. In einem Interview der Woodland Democrat von 1922 sagt sie: „Mein Tagesablauf besteht darin, klinische, pathologische und bakteriologische Diktate von neun Ärzten aufzunehmen.“ Zusätzlich arbeitete sie ehrenamtlich als Braille-Lehrerin im staatlichen Soldatenheim in Yountville und reiste 1925 nach Hawaii, um dort einen Vortrag über Blindenbildung zu halten. In einem Bericht von 1928 heißt es: „Da sie selbst blind ist und sich durch äußerste Anstrengung eine wunderbare Ausbildung erworben hat, widmet sie einen Großteil ihrer Zeit der Unterrichtung von Blinden in diesem Land.“ Sie war auch stellvertretende Herausgeberin der Imola Times, einer internen Zeitung des Napa State Hospital.
Matilda Allison galt als die erste blinde Person, die in Amerika eine staatliche Beamtenprüfung bestand, oder zumindest als die erste in Kalifornien. Sie nahm an der kalifornischen Beamtenprüfung teil und bestand sie 1919, so dass sie die gleiche Bezahlung wie sehende Schreibkräfte und Stenographen erwarten konnte. Durch ihre Bemühungen wurde die kalifornische Beamtenprüfung auch für andere blinde Bewerber geöffnet.
Allison unterrichtete Kurse in Braille-Transkription, hielt Vorträge und vermittelte ihre Fähigkeiten an Business Colleges. Sie sprach auch vor Gemeindegruppen und Mädchenorganisationen. Mit ihrer Schäferhündin Betty hielt sie Vorträge über Blindenhunde. Ihr Erfolg im Umgang mit Blindenhunden wurde von der kalifornischen Regierung zur Unterstützung einer Resolution aus dem Jahr 1931 herangezogen, um blinden Veteranen Blindenhunde zur Verfügung zu stellen.
Als kalifornische Staatsseelsorgerin der Women's Auxiliary of the American Legion hielt sie im Jahr 1930 eine Radioansprache und wurde zur Delegierten für den nationalen Kongress der American Legion Auxiliary in Boston gewählt. Dort kandidierte sie für das Amt der Nationalen Seelsorgerin der Organisation. Außerdem war sie Präsidentin des Napa YWCA Council, Vizepräsidentin der California Association for the Blind und Gründungsmitglied des East Bay Club of Blind Women.
Nach ihrer zweiten Ehe war sie als Matilda Allison Williams Geschäftsführerin der Voluntary Aid for the Blind.

## Persönliches
Matilda Allison war mindestens dreimal verheiratet. 1932 heiratete sie ihren ersten Mann, James Barr Lavery, der leitender Angestellte des Blindenheims für Soldaten war. 1934 wurde sie für unzurechnungsfähig erklärt und unter gesetzliche Vormundschaft gestellt. Ihre Schwester Mabel Ida Bidwell übernahm vorerst die Vormundschaft bis 1936 Edgar Williams diese übernahm. Im Jahr 1937 wurde sie wieder geschäftsfähig erklärt. Edgar Williams, ihr Vormund, wurde 1938 ihr zweiter Ehemann; er starb 1953. 1967 war sie als Mrs. Gerald McLean bekannt. Sie starb 1973 in Los Angeles im Alter von 85 Jahren.